# Дрост
Дрост (нем. drost, drossart, drossete) — должностное лицо, ответственное за управление определённой местностью в военном, юридическом и полицейском плане и представляющее интересы землевладельца. Функции дроста сопоставимы с назначениями должностей амтманов, амтсхауптманов, ландратов, трухсесов. Дом и рабочее место дроста назывались дростаем (нем. Drostei).
Понятие распространяется в Позднем Средневековье, особенно на северо-западе Германии в Нижнем Рейне, Вестфалии и Восточной Фризии, а также в Мекленбурге и Нидерландах.
В начале Новейшего времени слово «дрост» обозначало также полицейский и военный дворянский титул. В Ганновере до 1885 года начальник окружного управления назывался ланддростом. Общее происхождение со словом «дрост» имеет название одной из высших должностей средневековой Скандинавии — «дротс».